# Слово о некоем старце
«Слово о некоем старце» — памятник древнерусской литературы I-й половины XVII в., составленный иноком Елецкого монастыря в Чернигове Сергием (сыном донского казачьего атамана Михаила Черкашенина). Рассказ Сергия позднее был переработан другим автором. В сочинении рассказывается о паломничестве в Святую землю. Произведение имеет сложное, неоднородное происхождение и восходит к древним преданиям о святынях христианского Востока.

## Содержание
Слово сохранилось в списке 1640 г. Оно построено как рассказ Сергия, которого взяли в плен и продали в рабство крымские татары. Сергию удалось побывать в Константинополе, Аравии, Иерусалиме, Египте. Описание его путешествия имеет фантастический характер (к примеру, в нём указаны ошибочные направления и расстояний от одного географического пункта до другого, даны несообразные сведения о числе улиц, церквей в городах, кроме чёрных «арапов» фигурируют ещё и синие и т. д.). Между отдельными фрагментами произведения нет литературной связи. Целостность текста обеспечивают общие эсхатологические мотивы. Сочинение несет влияние апокрифической литературы, в частности, византийского апокрифа «Откровение Мефодия Патарского». По содержанию «Слово о некоем старце» ближе к народным поэтическим сказаниям о Святой Земле, чем к паломнической литературе.

## Публикация
- Лопарев X. М. Слово о некоем старце: Вновь найденный памятник русской паломнической литературы XVII века // СОРЯС. 1890. Т. 51, № 2. С. 1—55.